# Natri thiocyanat
Natri thiocyanat là hợp chất hoá học có công thức NaSCN. Muối chảy rữa không màu này là một trong những nguồn cung cấp chính của ion thioxyanat. Vì thế nó dùng làm chất ban đầu cho việc tổng hợp các hoá chất y dược và các hoá chất đặc biệt khác. Muối thioxyanat được điều chế từ phản ứng giữa xyanua và nguyên tử lưu huỳnh:
NaCN + S → NaSCN
Natri thioxyanat kết tinh dạng trực thoi. Mỗi trung tâm Na+ được bao quanh bởi 3 nguyên tử lưu huỳnh và 3 nguyên tử nitơ từ ion thioxyanat. Nó thường dùng trong phòng thí nghiệm để kiểm tra sự có mặt của ion Fe3+.

## Ứng dụng trong tổng hợp hoá học
Natri thiocyanat tham gia biến đổi ankyl halide thành các ankylthioxyanat. Các hợp chất liên quan là amonium thioxyanat và kali thioxyanat, đều tan được trong nước. Bạc thioxyanat cũng có thể dùng được; kết tủa bạc halide giúp làm đơn giản việc gia công. Xử lý isopropyl bromide với natri thioxyanat trong dung dịch cồn nóng cho ra isopropyl thioxyanat. Cộng proton vào natri thioxyanat thu được axit isothioxyanic, S=C=NH (pKa = -1.28). Dạng này được tạo ra đúng vị trí từ natri thioxyanat; nó thêm vào gốc amin sẽ thu được dẫn xuất thiourê.